# Brunello Iacopetta
Brunello Iacopetta (* 28. Oktober 1984 in Frauenfeld) ist ein schweizerisch-italienischer Fussballtrainer und ehemaliger Fussballspieler.

## Karriere

### Spieler
Iacopetta absolvierte einige Spiele beim FC Frauenfeld in der 1. Liga, spielte schliesslich noch beim SC Aadorf.

### Trainer
Iacopetta begann seine Karriere als Trainer bei den Junioren des FC Frauenfeld. Daneben arbeitete er noch als Zeichner, ehe ihm nach einiger Zeit in der Jugendabteilung des FC St. Gallen ein hauptberuflicher Vertrag angeboten wurde. Ab 2018 war er Übungsleiter bei der zweiten Mannschaft der St. Galler. 2020 übernahm er das Traineramt beim Promotion League Club Rapperswil-Jona. Im Herbst 2021 wurde Iacopetta überraschend als Nachfolger des scheidenden Alex Frei beim Zweitligisten FC Wil vorgestellt. In der Saison 2022/23 kam der FC Wil unter Iacopetta zu einem regelrechten Höhenflug. Iacopetta fiel dabei mit ausgefallenen Wetten mit seinen Spielern auf. So hatte der Trainer mit Innenverteidiger Genís Montolio gewettet, dass wenn dieser fünf Tore erziele, er diesem ein Nachtessen spendieren würde. Bereits vor Ablauf der Hinrunde hatte Montolio diese Quote erreicht. Der ursprünglich bis Sommer 2024 laufende Vertrag wurde im Oktober 2023 bis Sommer 2026 verlängert. In einer Phase die von Beobachtern als "Krise" bezeichnet wurde. Zum Saisonende 2023/24 wechselte er zum FC Aarau. Dem Wechsel vorausgegangen war ein wochenlanger Streit um eine mögliche Ablöse für den FC Wil. Gemäss Ansicht des SFV-Chefjuristen seien Ablösesummen bei Trainern die vom Obligationenrecht wie gewöhnliche Angestellte eingestuft werden, anders als bei Spielern, nicht vorgesehen. Der FC Aarau bezahlte trotzdem freiwillig einen Betrag an den FC Wil. Beim FC Aarau konnte er nach seinem Antritt bereits gute Resultate vorweisen. Der FC Aarau platzierte sich in regelmässig auf dem ersten beziehungsweise zweiten Platz, was auch auf den Einfluss von Iacopetta zurückgeführt wurde.